# ماریا تادئوسیان
ماریا تادئوسیان (ارمنی: Մարիա Ալեքսանդրի Թադևոսյան؛  ۱ مهٔ ۱۹۰۳ – ۱ مهٔ ۱۹۳۰) یک بازیگر اهل ارمنستان بود که بین سال‌های ۱۹۲۴ تا ۱۹۳۰ میلادی فعالیت می‌کرد.

## زندگی‌نامه
وی در ۱ مهٔ ۱۹۰۳ در باکو به دنیا آمد  وی به علت بیماری سل در ۱ مهٔ ۱۹۳۰ در سن ۲۷ سالگی در کبولتی درگذشت.

## گزیده فیلمشناسی
از فیلم‌ها یا برنامه‌های تلویزیونی که وی در آن نقش داشته‌است می‌توان به زاره اشاره کرد که وی در سال ۱۹۲۶ در آن به ایفای نقش پرداخت.